# Lucio Minicio Natal
Lucio Minicio Natal Quadronio Vero (en latín: Lucius Minicius Natalis Quadronius Verus) (Barcino, 96 - ?) fue un patricio romano que, según diversos testimonios, jugó un papel de cierta relevancia en la vida política y social de la ciudad de Barcino (actual Barcelona) en el siglo II. Actualmente se le recuerda sobre todo por ser el primer hispano que ganó en los antiguos Juegos Olímpicos.

## Biografía
Miembro de la tribu Galeria, nació en los idus de febrero del año 96. Su padre, de origen plebeyo, consiguió importantes puestos tanto civiles como militares en Numidia, Dacia y Panonia durante los reinados de Trajano y Adriano, llegando a ser senador. 
Bajo el auspicio de su padre, Lucio inició su cursus honorum dentro del vigintivirato como Triunviri monetalis, para pasar a ser a partir del año 116 tribuno laticlavio en tres legiones sucesivas la Legio I Adiutrix en Dacia, la Legio XI Claudia en Moesia y la Legio XIV Gemina en Panonia. Su buena gestión propició que fuese designado cuestor como candidato del emperador Adriano y también legado de su padre en África, tribuno de la plebe, pretor en el año 127 y legado de la Legio VI Victrix en Britania. Después desempeñó en Roma los cargos de praefectus alimentorum y de curator de la vía Flaminia. En el año 139 fue nombrado consul suffectus junto con Lucio Claudio Próculo Corneliano, y curator operum publicorum et aedium sacrorum y entre los años 140 y 144 gobernador de Mesia Inferior, culminando su carrera  entre los años 153-154 como procónsul de África. En última instancia, alcanzó la dignidad sacerdotal de augur, uno de los más importantes cargos sociales de la época.
Hay constancia de su participación en el año 129 en la 227.ª Olimpiada de los Juegos Helénicos (los Juegos Olímpicos de la Antigüedad), concretamente en la carrera de cuadrigas. Al parecer, contaba con la colaboración del mejor auriga de Tarraco, hecho que sin duda le favoreció ganar la carrera con comodidad. Esta victoria le reportó una notable fama tanto en su ciudad natal como en toda la Tarraconense y amplias zonas del Imperio. Dicha circunstancia queda patente por la estatua de bronce que representa a su cuadriga y que colocó cerca del hipódromo de Olimpia, así como las 33 placas honoríficas que repartió con su nombre por toda Europa. En una de ellas, por ejemplo, Lucio cuenta que no sufrió ningún accidente, por lo que pudo entregar su carro como ofrenda al santuario de Zeus.
Lucio Minicio fue un gran mecenas para su ciudad natal, Barcino: según explican dos placas honoríficas halladas con su nombre, en el año 125 donó a la ciudad unas termas con pórticos y acueductos construidas en un terreno de su propiedad.  Se han hallado restos de estas termas bajo la plaza Sant Miquel de Barcelona. Las dos placas honoríficas fueron expuestas en el Museo de Arqueología de Cataluña con motivo de la exposición Scripta Manent. Igualmente, a finales de los años 1980 se encontraron en la plaza Sant Miquel restos de una gran domus que podrían ser la casa natal de la familia, aunque no hay ningún dato específico que lo asevere. También hay que mencionar la existencia de otra placa donde se cita una donación monetaria hecha por Lucio a la ciudad, con el objetivo de efectuar diversas donaciones en el aniversario de su nacimiento.

## Varia
En honor de Lucio Minicio, la Generalidad de Cataluña constituyó una medalla (la "Medalla Luci Minici") para condecorar a los deportistas olímpicos catalanes. La ciudad de Barcelona le ha dedicado un paseo con su nombre en su honor, en el recinto olímpico de Montjuïc.